# Lorencillo
Lorencillo är en ort i Mexiko.   Den ligger i kommunen Turicato och delstaten Michoacán de Ocampo, i den södra delen av landet, 250 km väster om huvudstaden Mexico City. Lorencillo ligger 1 313 meter över havet och antalet invånare är 114.
Terrängen runt Lorencillo är bergig. Runt Lorencillo är det ganska glesbefolkat, med 45 invånare per kvadratkilometer. Närmaste större samhälle är Puruarán, 2,3 km sydost om Lorencillo. I omgivningarna runt Lorencillo växer huvudsakligen savannskog.